# Leonardo da Vinci's kruisboog

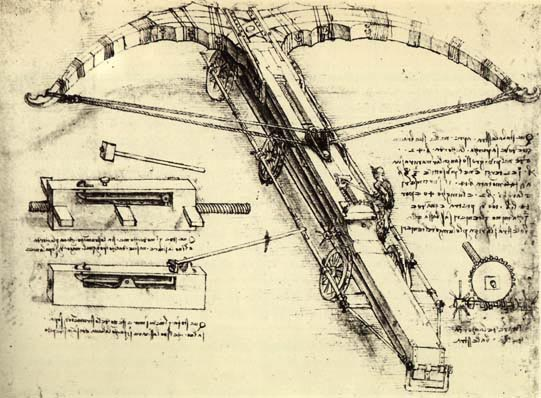
Leonardo da Vinci's "ballista".

Leonardo da Vinci's kruisboog is een door Leonardo da Vinci ontworpen belegeringskruisboog die staat beschreven in de Codex Atlanticus.

## Beschrijving
Leonardo da Vinci bedacht het wapen rond 1485 en noemde zijn wapen ballista, maar het is in feite een zeer grote arcuballista, een spanboogkatapult. Deze gigantische arcuballista met composietboog werd gespannen middels een wormwiel en had licht gekantelde wielen, waardoor deze stabieler stond.

### Teksten vertaald
- Rechtsboven: De open armen van deze kruisboog – dit is waar het touw aan is bevestigd – zijn 42 braccia breed, terwijl het breedste deel twee derde braccio meet en als ermee gevuurd wordt komt de lade naar beneden en wordt de kruisboog over zijn hele lengte uitgerekt.[4]
- Rechtsonder: span het touw op de kruisboog aan.[4]
- Linksboven: Zo werkt een instrument dat door middel van een touw wordt bediend. Het touw komt vrij door een slag met de houten hamer op de kop van de bout.[4]
- Linksonder: Deze voert dezelfde handeling uit.[4]

## Reconstructie
De Britse televisiezender ITN Factual Television liet voor een documentaire in de zomer van 2002 een model op ware grootte van de belegeringskruisboog maken, die in september op de Salisbury Plain werd getest. Ondanks de forse investering in materiaal en deskundigen werd de reconstructie geen succes; het projectiel van 10 kilogram kwam nog geen 20 meter ver en na enkele pogingen ging de belegeringsmachine stuk. In februari 2003 werd de documentaire Leonardo's Dream machines uitgezonden door Channel 4. De kruisboog is heden te bezichtigen in de Royal Armouries te Fort Nelson bij Portsmouth, Engeland.

### Opdracht
Leonardo da Vinci's kruisboog is in opdracht van Ludovico Sforza gemaakt. Het moest angst aanjagen.